# یک توپ و یازده مرد
یک توپ و یازده مرد (ایتالیایی: 11 uomini e un pallone) یک فیلم کمدی ورزشی ایتالیایی به کارگردانی جورجو سیمونلی است که در سال ۱۹۴۸ منتشر شد.

## بازیگران
- کارلو داپورتو
- کارلو کامپانینی
- سلیا ماتانیا
- فروچو آمندولا
- پیترو پاستوره
- فلیچه مینوتی
- آدریانا سرا
- گرتا گوندا
- فیورلا بتی
- آرتورو براگالیا
- ارنستو آلمیرانته
- آگوستینو سالویه‌تی
- فائوستو گوئرتسونی
- فدله جنتیله
- ماریا دومینیانی